# Alison Saar
Alison Saar (Los Ángeles, 5 de febrero de 1956) es una escultora, pintora y artista de instalaciones estadounidense cuyo trabajo explora temas de la diáspora cultural africana y la espiritualidad.

## Infancia y educación
Nació en Los Ángeles, California hija de una conocida artista afroestadounidense, Betye Saar y de Richard Saar, un conservador de arte. Sus padres animaron a sus dos hijas a que fueran artistas y a mirar el arte en un sentido amplio. De niña visitó con sus padres los museos de la zona y tuvo acceso a gran cantidad de libros de arte. También fue iniciada en el arte marginal, en sitios como Simon Rodia's Watts Towers en Los Ángeles y Grandma Prisbrey's Bottle Village en Simi Valley. Durante el instituto, empezó asistir a su padre en su trabajo de restauración. Tratar obras de diferentes culturas —‌ frescos chinos, momias egipcias y arte precolombino y africano —‌ le enseñó las propiedades de variados materiales y diferentes técnicas y estéticas.
Obtuvo un BA del Scripps College en 1978, habiendo estudiado arte africano y del Caribe con el Dr. Samella Lewis. Su tesis estuvo centrada en el arte popular afroestadounidense. Obtuvo un MFA de Otis Art Institute de Los Ángeles en 1981.

## Trabajo
Su obra ha sido exhibida internacionalmente con exposiciones clave en el UCLA Fowler Museum of Cultural History de Los Ángeles; la Louver Gallery, Phyllis Kind Gallery en New York, y en el Pasadena Museum of California Art. Fue artista residente en el Dartmouth College.
Sus esculturas e instalaciones exploran temas de la diáspora cultural africana y la espiritualidad y sus estudios de arte latinoamericano, caribeño, africano y religioso han influenciado su trabajo. Su fascinación por el arte popular y su habilidad para construir oasis de belleza con objetos de desecho son evidentes en sus esculturas y pinturas. Sus esculturas están marcadas por su candor emocional, y por contrastar materiales y mensajes que imbuyen su trabajo con un alto grado de sustrato cultural.
La crítica Rebecca Epstein escribió en referencia a su exposición «Coup» de 2006: «[Saar] demuestra gran habilidad con diferentes materiales (bronce, cuero, alquitrán, madera). Mezcla temas de identidad personal y cultural cuando modela las medidas de cuerpos de mujer (a menudo las suyas).»

## Premios
Ha recibido el reconocimiento de la John Simon Guggenheim Memorial Foundation, es Artist Fellowship de la National Endowment for the Arts, y de la ciudad de Los Ángeles. En 2012 fue nombrada Fellow de United States Artists.
Cronología de premios:
- 1984: Artist Fellowship, National Endowment for the Arts; Artist in Residence, The Studio Museum in Harlem, New York, NY.
- 1985: Engelhard Award, Institute of Contemporary Art, Boston, MA; Artist in Residence, Roswell Museum of Art, Roswell, N.M; Artist, Fellowship, National Endowment for the Arts.
- 1986: Artist in Residence, November, Washington Project for the Arts.
- 1988: Artist Fellowship, National Endowment for the Arts.
- 1989: John Simon Guggenheim Memorial Foundation Fellowship.
- 1999: Distinguished Alumnus of The Year, Otis College of Art and Design, Los Ángeles, CA.
- 2003: Distinguished Alumna Award, Scripps College, Claremont, CA; Artist in residence, Hopkins Center, Dartmouth College, Hanover, NH.
- 2004: Received the COLA Grant, Los Ángeles, CA.
- 2005: Awarded the Excellence in Design Prize by the New York City Art Commission, New York, NY.

## Exposiciones
Se incluyen sus exposiciones individuales en Ben Maltz Gallery, Otis College of Art and Design, Review in Art in America, Feallen and Fallow, Solo Exhibition, Madison Square Park, NY, Figge Art Museum, Massachusetts College of Art and Design, y Alison Saar: Bearing – MoAD Museum of African Diaspora.

Cronología de exposiciones:
- 2008
  - Alison Saar: Hither, LA Louver, Venice, CA (solo)
  - Alison Saar Sculpture and Works on Paper, Rochester Contemporary Art Center, Rochester, NY (solo)

- 2007
  - Alison Saar: Whither, Phyllis Kind Gallery, New York, NY (solo)
  - Day and Night, LA Louver, Venice, CA
  - Artists of Color-Paintings, Prints, Collage, Sculpture, and Quilts by African American Artists, Peltz Gallery, Milwaukee, WI

- 2006
  - Alison Saar: Coup, LA Louver, Venice, CA (solo)

- 2005
  - Alison Saar, Pasadena City College, CA (solo)

- 2003
  - Alison Saar: Tete a Tete, Springfield Art Museum, Springfield, MO
  - Lost/Found Phyllis Kind Gallery, New York, NY (solo)
  - Alison Saar: Artist in Residence, Jaffe-Friede&Strauss Galleries, Hopkins Center, Dartmouth College, NH (solo)
  - Topsy Turvy, Sculpture by Alison Saar, ASU Art Museum, Tempe, AR (solo)
  - Bittersweet Jan Baum Gallery, Los Ángeles, CA (solo)

- 2002
  - Alison Saar, Muse Boribana, DakArt Biennial, Dakar, Senegal (solo)

- 2001
  - (Post)Teriors, Phyllis Kind Gallery, New York, NY (solo)
  - Alison Saar, Jan Baum Gallery, Los Ángeles, CA (solo)
  - Exploring Identity: Work by Contemporary African American Women, Maier Museum of Art, Randolph-Macon Woman's College, Lynchburg, VA

- 2000
  - The Swamp: On the Edge of Eden Samuel P. Harn Museum of Art, University of Florida, Gainesville, FL (solo)
  - Strength and Diversity: A Celebration of African-American Artists, Carpenter Center, Harvard University, Cambridge, MA (solo)
  - Picturing the Amazon, New Museum of Contemporary Art, New York, NY (solo)
  - Departures: 11 Artists at the Getty, The Getty Center, Los Ángeles, CA
  - Passages: Contemporary Art in Transition, Studio Museum in Harlem, New York, NY;Chicago Cultural Center, Chicago, IL;Miami Art Museum, Miami, FL
  - Body Politics: The Female Image in Luba Art and the Sculpture of Alison Saar, The UCLA Fowler Museum of Cultural History, Los Ángeles, CA

- 1999
  - Alison Saar: Terra Incognita, Phyllis Kind Gallery, New York, NY (solo)
  - Alison Saar: Recent Work, Herron Gallery, Indiana University, Indianápolis, IN (solo)
  - Alison Saar, Santa Monica Museum of Art, Santa Monica, CA (solo)
  - Political Visions, Fassbender Gallery, Chicago, IL (solo)
  - Bearing Witness: Contemporary Works by African-American Women Artists, Spelman College Museum of Fine Art, Atlanta, GA; Fort Wayne Museum of Art, Fort Wayne, IN; Polk Museum of Art, Lakeland, FL; The Columbus Museum, Columbus, GA; African-American Museum, Dallas, TX; Minnesota Museum of American Art, St. Paul, MN; Gibbes Museum of Art, Charleston, SC; Ulrich Museum of Art, Wichita, KS; Portland Museum of Art, Portland, ME;Museum of Fine Arts, Houston,TX; African-American History and Culture Museum, Fresno, CA

- 1998
  - Sculpture by Alison Saar, The Trustees of The Saint-Gaudens Memorial, Cornish, NH (solo)
  - The Tip of the Iceberg: A Response to New York Museums, Dorfman Projects, New York, NY
  - American Stories, Setagaya Art Museum, Setagaya, Japan

- 1997
  - Alison Saar: Hairesies, Phyllis Kind Gallery, New York, NY (solo)
  - Alison Saar, Jan Baum Gallery, Los Ángeles, CA (solo)
  - Alison Saar, List Gallery, Swarthmore College, Swarthmore, PA (solo)
  - Alison Saar, Laumeier Sculpture Park, St. Louis, MO (solo)

- 1996
  - Alison Saar: Strange Fruit, Phyllis Kind Gallery, New York, NY (solo)
  - Alison Saar: The Woods Within, The Brooklyn Museum, The Grand Lobby, Brooklyn, NY (solo)
  - Myth and Magic, California Center for the Arts Museum, Escondido, CA
  - Subjective Vision, Kipp Gallery, Indiana University of Pennsylvania, Indiana, PA
  - A Labor of Love, The New Museum of Contemporary Art, New York, NY

- 1995
  - Imaginary Beings, Exit Art, New York, NY
  - Art with Conscience, The Newark Museum, Newark, NJ
  - Twentieth Century American Sculpture at The White House, The White House, Washington D. C.

- 1993
  - Freedman Gallery Albright College, Reading, PA
  - Biennial Exhibition, Whitney Museum of American Art New York, NY

- 1992
  - Installation, Neuberger Museum, Purchase, NY
  - Maryland Institute of Art Baltimore, MD
  - Cleveland Center for Contemporary Art, Cleveland, OH
  - Roving Installation, Museum of Contemporary Art Baltimore, MD

- 1991
  - Palos Verdes Art Center, Palos Verdes, CA

- 1990
  - Secrets, Dialogues, Revelations: The Art of Betye and Alison Saar, Wight Art Gallery, University of California, Los Ángeles, CA 
  - Celebrations: Sights and Sounds of Being, Fisher Gallery, University of Southern California, Los Ángeles, CA
  - The Decade Show: Frameworks of Identity in 1980s, New Museum; Studio Museum; Museum of Contemporary Hispanic Art: New York, NY
  - Sculptural Revolution, Socrates Park, Long Island City, NY
  - Biennial Exhibition, Whitney Museum of American Art, New York, NY

- 1989
  - Jamaica Arts Center, Jamaica, NY

- 1988
  - Socrates Park, New York, NY
  - The Queens Museum, New York, NY
  - Metropolitan Museum of Art, New York, NY

- 1986
  - Monique Knowlton Gallery, New York, NY

- 1985
  - Artpark Niagara Falls, NY

- 1983
  - Jan Baum Gallery Los Ángeles, CA

- 1982
  - Jan Baum Gallery Los Ángeles, CA